# Cerca de ti
A Cerca de ti (jelentése spanyolul: ’Közel hozzád’) Thalía mexikói énekesnő negyedik kislemeze tizedik, Thalía című angol nyelvű stúdióalbumáról, illetve első kislemeze a Greatest Hits válogatásalbumról. A Thalía (2002) albumon lévő Closer to You spanyol nyelvű változata. Szerzői Thalía, Steve Morales, David Siegel, Gerina Di Marco, producere Steve Morales.
A dal 1. helyezést ért el a Billboard Top Latin Songs slágerlistán, 3. lett a Latin Pop Songs listán, és 4. helyig jutott a Latin Tropical Airplay listán.

## Videóklip
A videóklipet Jeb Brien rendezte és New York utcáin forgatták 2003 novemberében. Bemutatására 2004. januárban került sor. A klipben Thalía egyszerű, hétköznapi nőként jelenik meg, aki New York utcáin gyalogol, telefonál, taxizik, majd felmegy barátjához egy szál virággal. Az angol nyelvű változathoz nem készült videóklip.

## Hivatalos változatok, remixek
1. Cerca de ti (Albumváltozat)
2. Cerca de ti (Salsaremix)
3. Cerca de ti (Regionális mexikói változat)
4. Closer to You (Angol változat)

## Külső hivatkozások
- Cerca de ti. YouTube